# Varinfroy
Varinfroy ist eine französische Gemeinde mit 268 Einwohnern (Stand: 1. Januar 2022) im Département Oise in der Region Hauts-de-France. Sie gehört zum Kanton Nanteuil-le-Haudouin (bis 2015 Betz) im Arrondissement Senlis. Die Einwohner werden Varinfroyens genannt.

## Lage
Varinfroy liegt etwa 51 Kilometer ostsüdöstlich von Senlis am Ourcq und grenzt an die Nachbargemeinden Neufchelles im Norden, Crouy-sur-Ourcq im Osten, May-en-Multien im Süden sowie Rouvres-en-Multien im Westen und Nordwesten.

## Bevölkerungsentwicklung
| Jahr                      | 1962 | 1968 | 1975 | 1982 | 1990 | 1999 | 2006 | 2013 |
| ------------------------- | ---- | ---- | ---- | ---- | ---- | ---- | ---- | ---- |
| Einwohner                 | 108  | 114  | 119  | 165  | 234  | 252  | 242  | 247  |
| Quelle: Cassini und INSEE |      |      |      |      |      |      |      |      |

## Sehenswürdigkeiten

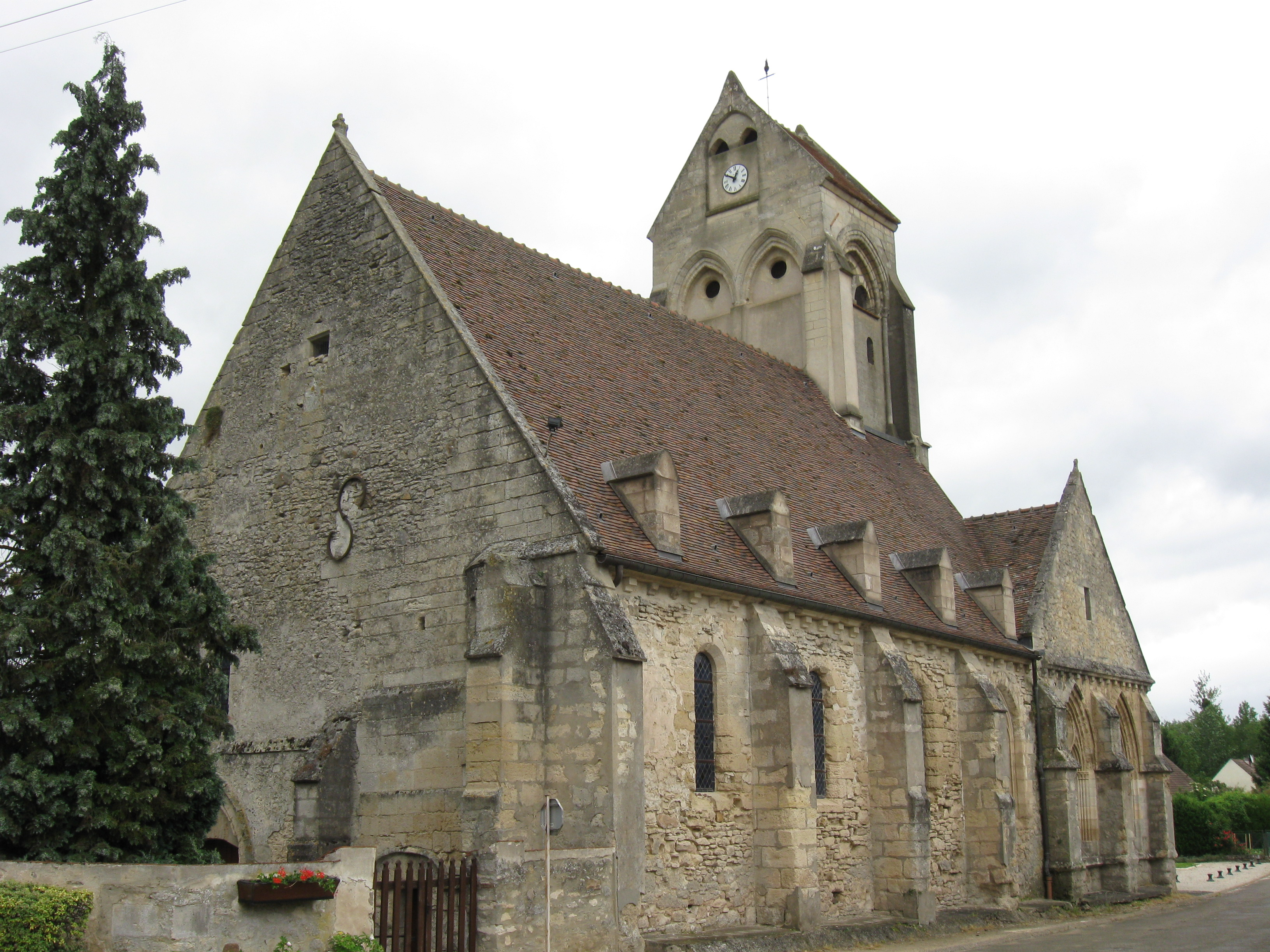
Kirche Notre-Dame-de-la-Nativité

- Kirche Notre-Dame-de-la-Nativité aus dem 12./13. Jahrhundert, Monument historique[1] (siehe auch: Liste der Monuments historiques in Varinfroy)